# Årets orienterare
Årets orienterare delas årligen ut till en förtjänt svensk orienterare. Det framröstas av Sveriges orienteringsjournalister sedan 1972. Den har en föregångare med en tiobästalista, första gången sammansatt 1948. Numera delas priset Årets orienterare med relaterade priser ut på Orienteringsgalan.

## Historik
1948 togs den första årliga tiobästalistan med Sveriges bästa orienterare fram. Listan sammanställdes av Stockholms-Tidningen, i samarbete med representanter från Svenska Orienteringsförbundet. Detta årliga arrangemang togs över 1966 av Idrottsbladet, som skötte uppgiften fram till och med 1968. Landslagsledningen sammanställde listan åren 1969–71, och sedan 1972 röstar Sveriges orienteringsskribenter gemensamt fram utseendet på listan.
Årets orienterare samt relaterade priser inom orienteringssporten har sedan 2003 delats ut på Orienteringsgalan.

## Pristagare år för år
1940-talet
- 1948 – Gunnar Hallsten
- 1949 – Stig Dahlberg

1950-talet
- 1950 – Stig Dahlberg
- 1951 – Hasse Johansson
- 1952 – Helge Westholm
- 1953 – Helge Wiklund
- 1954 – Helge Wiklund
- 1955 – Marthe Andersson
- 1956 – Sven Andersson
- 1957 – Evy Garsell
- 1958 – Lennart Öberg
- 1959 – Pontus Carlson

1960-talet
- 1960 – Bertil Norman
- 1961 – Bertil Norman
- 1962 – Bertil Norman
- 1963 – Ulla Lindkvist
- 1964 – Bertil Norman
- 1965 – Bengt Widström
- 1966 – Ulla Lindkvist
- 1967 – Bernt Frilén
- 1968 – Kalle Johansson
- 1969 – Ulla Lindkvist

1970-talet
- 1970 – Ulla Lindkvist
- 1971 – Ulla Lindkvist
- 1972 – Bernt Frilén
- 1973 – Olle Morelius
- 1974 – Bernt Frilén
- 1975 – Bernt Frilén
- 1976 – Rolf Pettersson
- 1977 – Rolf Pettersson
- 1978 – Olle Nåbo
- 1979 – Kjell Lauri

1980-talet
- 1980 – Lars Lönnkvist
- 1981 – Annichen Kringstad
- 1982 – Kent Olsson
- 1983 – Annichen Kringstad
- 1984 – Annichen Kringstad
- 1985 – Annichen Kringstad
- 1986 – Kent Olsson
- 1987 – Kent Olsson
- 1988 – Jörgen Mårtensson
- 1989 – Marita Skogum

1990-talet
- 1990 – Niklas Löwegren
- 1991 – Jörgen Mårtensson
- 1992 – Marita Skogum
- 1993 – Marita Skogum
- 1994 – Marlena Jansson
- 1995 – Jörgen Mårtensson
- 1996 – Johan Ivarsson
- 1997 – Jörgen Mårtensson
- 1998 – Johan Ivarsson
- 1999 – Johan Ivarsson

2000-talet
- 2000 – Jenny Johansson
- 2001 – Jimmy Birklin
- 2002 – Emil Wingstedt
- 2003 – Emil Wingstedt
- 2004 – Karolina A Höjsgaard
- 2005 – Emil Wingstedt
- 2006 – Emil Wingstedt
- 2007 – Helena Jansson
- 2008 – Helena Jansson
- 2009 – Helena Jansson

2010-talet
- 2010 – Helena Jansson
- 2011 – Helena Jansson
- 2012 – Tove Alexandersson
- 2013 – Tove Alexandersson
- 2014 – Tove Alexandersson
- 2015 – Annika Billstam
- 2016 – Tove Alexandersson
- 2017 – Tove Alexandersson
- 2018 – Tove Alexandersson[4]
- 2019 – Tove Alexandersson

2020-talet
- 2020 – Tove Alexandersson
- 2021 – Tove Alexandersson
- 2022 – Tove Alexandersson och Martin Regborn

## Övriga priser

### Årets junior
- 2000 – Peter Öberg, OK Hällen
- 2001 – Kajsa Nilsson, FK Göingarna
- 2002 – Erik Andersson, OK Denseln
- 2003 – Helena Jansson, IF Hagen
- 2004 – Helena Jansson, IF Hagen
- 2005 – Anna Persson, FK Göingarna
- 2006 – Mikael Kristensson, OK Torfinn
- 2007 – Jenny Lönnkvist, Tullinge SK
- 2008 – Johan Runesson, OK Tisaren[5]
- 2009 – Gustav Bergman, OK Ravinen
- 2010 – Tove Alexandersson, Stora Tuna OK
- 2011 – Tove Alexandersson, Stora Tuna OK
- 2014 – Sara Hagström[6]

### Årets komet
- 2000 – Emil Wingstedt, NTNUI
- 2001 – Mats Troeng, Storviks IF
- 2002 – Håkan Petersson, IFK Göteborg
- 2003 – Henrik Tryggvesson, FK Friskus-Varberg
- 2004 – Kalle Dalin, Leksands OK
- 2005 – Martin Johansson, IFK Moras OK
- 2006 – Kajsa Nilsson, Halden SK
- 2007 – Lina Persson, OK Skogsfalken
- 2008 – Sofie Johansson, OK Linné[5]
- 2014 – Sara Hagström[6]

### Årets ungdomsklubb, silverkotten
- 2008 – Nyköpings OK, Södermanland[5]

### Årets tränare
- 2008 – Peter Holgersson, OK Kolmården[5]

### Årets precisionsorienterare
- 2008 – Lennart Wahlgren, Rehns BK[7]

### Årets stafettlag
- 2007 – OK Linné (Årets stafettklubb)
- 2008 – Domnarvets GoIF, damlag[5]

### Årets prestation på SM
- 2008 – Peter Öberg, OK Hällen[5]

### Årets offensiva satsning
- 2008 – Hittaut.nu[5]

### Årets eldsjäl
- 2008 – Lennart Strandberg, Skogslöparna[8]